# Gomorra - La colonna sonora
Gomorra - La colonna sonora è una compilation di autori vari, pubblicato nel 2008 dall'etichetta discografica Radio Fandango. L'album contiene la colonna sonora del film omonimo diretto da Matteo Garrone.

## Tracce
1. Alessio - Ma si vene stasera - 3:46 (Rosario Armani)
2. Raffaello - La Nostra Storia - 3:24 (Rosario Armani)
3. Nino D'Angelo - Brava Gente - 3:37
4. Pieter Vercampt - Must Pray - 2:24
5. Rosario Miraggio - La macchina 50 - 3:13
6. Maria Nazionale - Ragione e sentimento - 4:04
7. Daniele Stefani - Un giorno d'amore - 3:50
8. Enigma - Sadeness (Part I) - 4:21
9. Anthony - Esageratamente - 4:21  - (F.Franzese)
10. Nino D'Angelo - O'schiavo O're - 4:26
11. Teresa Teng - Cheng Gu Shi
12. Matthew Herbert feat. Maria Nazionale - Viento'e Mare
13. Tommy Riccio - L'amica di mia moglie - 4:05
14. Maria Nazionale - Finché 'O sole me vo'
15. Robert Del Naja - Herculaneum' - 5:16